# María Wiesse
María Jesús Wiesse Romero (ur. 19 listopada 1894 w Limie, zm. 29 lipca 1964 tamże) – poetka, pisarka, autorka literatury dziecięcej, tłumaczka i eseistka peruwiańska.

## Życiorys
Urodziła się jako córka Carlosa Wiesse Portocarrero, badacza historii peruwiańskiej i Teresy Romero Paz. Spędziła dzieciństwo między Londynem i Lozanną, gdzie jej ojciec pracował jako adwokat firmy Peruvian Corporation. W 1922 roku wyszła w Limie za malarza José Sabogal (1888–1956). Z tego małżeństwa urodziła się dwójka dzieci: José Rodolfo Sabogal Wiesse (1923–1983) i Rosa Teresa Sabogal Wiesse (1925–1985).
Współpracowała z gazetą La Crónica i różnymi pismami peruwiańskimi, takimi jak Amauta, Variedades, Mundial, Social, Hora del Hombre, Mensajero agrícola, Almanaque Agropecuario del Perú oraz Familia, którego była założycielką.

## Książki

### Dzienniki podróży
- Szkic podróży (Croquis de viaje). Dziennik z podróży poślubnej do Meksyku. Lima, 1923[2].

### Wiersze
- Liryki (Motivos líricos). Z drzeworytami José Sabogal. Lima, 1924.
- Nokturny (Nocturnos), Lima, 1925[3].
- Strofy franciszkańskie (Glosas franciscanas). Z drzeworytami José Sabogal. Lima, 1926.
- Czterolistna koniczyna (Trébol de cuatro hojas), Lima, 1932.
- Piosenki (Canciones), Lima, Imprenta Lux, maj 1934.
- Pobyty (Estancias), Lima, 1945.
- Róża wiatru (Rosa de los vientos), Lima, 1949.
- Żabiru, igraszki na marginesie poezji (Jabirú, diversiones al margen de la poesía). Lima, 1951.

### Powieści
- Pretensjonalna panna, próba powieści limeńskiej (La huachafita, ensayo de novela limeña), Lima, 1927[4].
- Rosario, historia pewnej dziewczynki (Rosario, historia de una niña), Lima, 1929.
- Dziennik bez dat (Diario sin fechas), Lima, 1948.
- Tryptyk (Tríptico), Lima, 1953.

### Opowiadania
- Dziewięć opowieści (Nueve relatos). Z drzeworytami José Sabogal. Lima, 1933[5].
- Quipus, dziecięce opowiadania peruwiańskie (Quipus, relatos peruanos para niños), Lima, 1936[6].
- Nocne ptaki (Aves nocturnas), Lima, 1941[7].
- Morze i piraci (El mar y los piratas), Lima, 1947.
- Flet Marsjasza, legendy o muzyce (La flauta de Marsías, leyendas de la música), Lima, 1950.
- Krótkie historyjki (Pequeñas historias), Lima, 1951.
- Magiczna latarnia (Linterna mágica), 1954.
- Czerwona wieża (La torre bermeja), 1955.
- Złota ryba i inne niemądre historyjki (El pez de oro y otras historietas absurdas), Lima, 1958.

### Eseje
- Krzyż i Słońce. Esej o mitach religijnych dawnego Peru (La cruz y el Sol. Ensayo sobre mitos religiosos del antiguo Perú), Lima, 1943.
- Podróż do świata muzyki (Viaje al país de la música), Lima, 1943.
- Lima, Lima, Ediciones Contur, 1946[8].
- Dziecko, nieznana istotka (El niño, ese desconocido), Lima, 1949.
- Przesłanie muzyki (El mensaje de la música), Lima, 1952.
- Życie Peru i jego mieszkańców (Vida del Perú y de su pueblo), Lima, 1958[9].

### Dramaty
- Starsza siostra (La hermana mayor) – komedia w dwóch aktach i trzech scenach; Modysta (El modistón) – antrakt. Lima, 1918[10].

### Biografie
- Święta Róża limeńska (Santa Rosa de Lima), Lima, Casa Editorial F. y E. Rosay, 1922.
- José María Córdova, 1799-1829, esej biograficzny (José María Córdova, 1799-1829, ensayo biográfico), Lima, 1924.
- Romantyczne życie Mariano Melgar (La romántica vida de Mariano Melgar). Z drzeworytami José Sabogal. Lima,  Club del Libro Peruano, 1939[11].
- José Carlos Mariátegui, okresy jego życia (José Carlos Mariátegui, etapas de su vida), Lima, 1945.
- José Sabogal, artysta i człowiek (José Sabogal, el artista y el hombre), Lima, 1957.

### Jako autorka antologii
- Antologia miłosnej poezji peruwiańskiej (Antología de la poesía amorosa peruana). Lima, Ediciones Hora del Hombre, 1946.

### W antologiach
- Artykuł Dziecko w literaturze oraz opowiadanie Ukradzione dziecko w: Jorge Eslava: Pejzaż poranny. Szkic do kursu dziecięcej literatury peruwiańskiej (Paisaje de la mañana. Esbozo para un curso de literatura infantil peruana). Lima, Fondo Editorial de la Universidad de Lima, 2017. ISBN 978-9972-45-404-2[12].

## Prasa (wybrane publikacje)
- Lektura historii peruwiańskiej dla szkół (Lectura de la historia del Perú para la escuela), Lima, pismo Educar, Nr 11, maj 1942.
- Motywy morza i księżyca (Motivos del mar y de la Luna), Lima, Almanaque Agropecuario del Perú, 1957.
- I drzewa przemówiły (Y los árboles hablaron), pismo Mensajero agrícola Nr 109, Lima, 1957.
- Księżyc, kult i mity (La Luna, culto y mitos), Lima, Almanaque Agropecuario del Perú, 1957.
- Pieśń rzeki (El canto del río), Lima, Almanaque Agropecuario del Perú, 1959.

## Tłumaczenia literackie

### Z angielskiego na hiszpański
- Alan Seeger: Randka ze śmiercią (Tengo una cita con la muerte) i Modlitwa pielęgniarki (Una oración de enfermera). Lima, pismo Variedades, 7 lipca 1920.

### Z francuskiego na hiszpański
- Paul Fort: Wielkie odurzenie (La gran embriaguez). Lima, pismo Social Nr 16, październik 1931, str. 13
- Anna de Noailles: Wiersze (Poesías). Lima, pismo Social Nr 53, maj 1933, str. 9
- Francuscy poeci (Poetas de Francia). Lima, pismo Hora del Hombre Nr 61, sierpień 1948, str. 10

## Audycje radiowe
- Przez wiele lat prowadziła audycje muzyki klasycznej w Peruwiańskim Radiu Narodowym[1].